# エド山口
エド 山口（えど やまぐち、1948年〈昭和23年〉7月9日 - ）は、日本のタレント、俳優、ギタリスト、ラジオパーソナリティ。エレクトリック・ギターバンド「エド山口＆東京ベンチャーズ」のリーダー。株式会社オフィスアイリス所属（2013年〜）。東京都中央区築地出身。和光大学、成城大学中退。本名は武東 郁夫（むとう いくお）。弟は同じくタレントのモト冬樹。

## 来歴・人物
裕福な開業医の家に生まれる。曾祖父は警察署長、祖父は海軍主計大佐という堅い家系だった。医者の息子ということで慶應義塾大学医学部、東京慈恵会医科大学、日本医科大学、東京医科大学、順天堂大学医学部を受験するが全て不合格。和光大学経済学部、成城大学経済学部に進学するが、いずれも中退。ザ・ベンチャーズに影響を受けてギターを知り、高校時代にセミプロ的活動ののち、大学時代には横浜でジャズベースを勉強し、帰郷後すぐ弟（モト冬樹）らとソウルバンド“ブルーエンジェル”を結成。当時のメンバーにはエド、モトのほか、グッチ裕三らがいる。エドはブルーエンジェルに参加していたが、いそがしバンドやビジーフォーには参加していない。父親は「代々の医家ではないし、アメリカでもなければ医者は儲からない」などといって、自由にさせていたが、母親は「音楽なんて堅気の仕事ではない」と、エドの音楽活動には猛反対していた。
1982年、『お笑いスター誕生』で8週勝ち抜き、金賞を獲得。以後、テレビ・ラジオを中心にタレント、俳優、音楽家として多岐にわたり活動。
内藤やす子に提供した「六本木ララバイ」は第40回NHK紅白歌合戦でも歌われたヒット曲として有名。
1996年、自らのバンド「エド山口＆東京ベンチャーズ」を結成、活動開始。兄弟で東京ドンバーズとしても活動したことがあった。
ラジオではYBSラジオやエフエム世田谷の番組のラジオパーソナリティとして軽快なトークでリスナーの支持を得ている。
これまでは俳優としての活動がメインだったが、2012年、漫談家としての活動も本格化。「ギタージョッキー・エド山口の作詞講座」と題し、ヒット歌謡曲の歌詞の矛盾や、洋楽カバー曲の珍妙な訳詞に突っ込みを入れる内容の漫談を、エレクトリック・ギターを鳴らしながら披露している。
釣りが趣味であり、磯釣りでは小笠原をはじめ日本・世界の全ての離島で大物釣りに挑戦している。また釣り関連のテレビ番組にも時折出演し、釣り専門の雑誌にコラムを連載するなど、釣りにも造詣が深い。
自身がプロデュースした浮子（ウキ）が佐賀県の釣り具製作販売会社「kizakura」から商品化されている。
2番目の妻は元アイドル・音楽プロデューサーの井上望。2人の娘と家族で『土曜スペシャル』（テレビ東京）の旅行番組に出演。
2020年1月より、YouTubeチャンネルを開設。71歳でYouTubeデビューを果たす。

## エド山口としての活動

### ドラマ
- 月曜ドラマランド「長谷川町子の意地悪クッキー」（1983年、フジテレビ）
- NHK大河ドラマ
  - 『毛利元就』（NHK）
  - 『龍馬伝』（2010年3月28日、NHK） - 役人
- NHK土曜時代劇『まっつぐ〜鎌倉河岸捕物控〜』（2010年4月17日、NHK）
- スペシャルドラマ 「坂の上の雲」（2010年12月19日、NHK） - 漁師
- 朝の連続テレビ小説「天うらら」（NHK）
- 都会の森（1990年7月 - 9月放送、TBS系）
- うたう!大龍宮城（1991年１月 - 12月放送、フジテレビ）鯨大王役
- 世にも奇妙な物語 『冗費節減』（フジテレビ、1991年） - 吉田課長
- 火曜サスペンス劇場『望遠鏡の中の女』（1992年11月、NTV系・IVSテレビ制作） - 和泉弁護士
- 西村京太郎サスペンス 十津川警部シリーズ（TBS系）第7作「豪華特急トワイライト殺人事件」（1995年）野中功（乗客・企業の経理課長）
- 電光超人グリッドマン（TBS系） - 翔宗一郎
- ウルトラシリーズ
  - ウルトラマンダイナ（毎日放送系）
  - ウルトラQ dark fantasy（テレビ東京系） - コスモネット星人ヤマダ
  - ULTRASEVEN X 第4話（TBS系） - 田崎
- テツワン探偵ロボタック（テレビ朝日系） - サンタクロース
- 離婚弁護士（フジテレビ系）
- 約束の夏（フジテレビ系） - 大熊英雄
- スーパー戦隊シリーズ（テレビ朝日系）
  - 激走戦隊カーレンジャー - 社長
  - 特捜戦隊デカレンジャー 第3・4話 - 敏郎
- 氷点2001（テレビ朝日系）
- 特命係長 只野仁（テレビ朝日系）
- 水戸黄門 （TBS・C.A.L）
  - 第37部 第3話「亭主参った嫁姑対決・松井田」（2007年） - 工藤帯刀
  - 第38部 第1話「小藩を救え! いざ西へ」（2008年） - 藤兵衛
- おばさんデカ 桜乙女の事件帖
- おとり捜査官・北見志穂5・11（ABC）
- 火災調査官・紅蓮次郎7（テレビ朝日）
- 西村京太郎トラベルミステリー37（テレビ朝日） - 木島保夫
- 弁護士芸者のお座敷事件簿3（TBS）
- 税務調査官・窓際太郎の事件簿9（TBS）
- 警視庁黒豆コンビ4（2007年10月10日、テレビ東京） - 柴田徳治
- かんとう見聞録（JCOM）
- 相棒 Season 9 第12話「招かれざる客」（2011年1月19日、テレビ朝日 / 東映） - 西尾明久
- 東京駅お忘れ物預り所5（2012年7月7日、テレビ朝日） - 兵頭淳夫
- 警視庁捜査一課9係 season8 第9話（2013年9月4日、テレビ朝日 / 東映） - 大谷臣史
- デパート仕掛け人!天王寺珠美の殺人推理8（2015年3月21日、ABC） - 吉村大樹
- 小杉健治サスペンス・保身（2015年7月1日、テレビ東京） - 下川正春
- 月曜名作劇場
  - 「警視庁心理捜査官・明日香5」（2016年） - 吉野誠三
  - 「オバチャン保険調査員 赤宮楓のマル秘事件簿」（2017年） - 牧本康広
- 特捜9（2018年4月18日、テレビ朝日） - 島沢敏之 役

など

### 映画
- 薔薇の標的
- ふうせん
- さらば愛しのやくざ
- 卒業エクスプレス〜この胸のときめき〜
- 不思議な国ニッポン
- 釣りバカ日誌5
- 青春デンデケデケデケ
- ミンボーの女
- 難波金融・ミナミの帝王10
- おにぎり〜ARCADIA物語
- 銭道
- 新・日本の首領
- 不撓不屈
- 新・ピンクのカーテン
- おろち
- ULTRAMAN

### ラジオ・メディア
- エド山口のまんてんワイド（TBSラジオ）
- エド山口のオールナイトニッポン（ニッポン放送）（火曜2部 1982年10月 - 1983年9月）
- エド山口の歌謡曲大辞典（ラジオ日本）
- 野放しワイド!エド山口のしびれて土曜日（YBSラジオ）
- 真夜中ギンギラ大放送（ラジオ関西）
- オープンサロン834“火曜日はエド山口”（FM世田谷、火曜日）
- かんとう見聞録（ジェイコム東京）

### 舞台
- ルパン三世 I'm LUPIN（銭形幸一）

### バラエティー
- お笑いスター誕生（NTV系）
- エド山口の歌謡一番館（テレビ東京）
- 柳家権太楼の演芸図鑑（2013年7月28日、NHK）
- クイズ!脳ベルSHOW（BSフジ） - 不定期出演

### 釣り番組
- エド山口の世界を釣りたい（毎日放送）
- 釣り・ロマンを求めて（テレビ東京系）
- Oh!エド釣り日記（釣りビジョン）

### CM
- RYOBI

### MV
- GLAY 『Eternally』（2013年）

### 連載
- つりマガジン 「エド山口のOh!エド釣り談義帳」
- つりえさの本 「エド山口の釣り伝道師が征く !」
- 釣場速報関東版「エド山口の江戸っ子釣り談義」

## エド山口&東京ベンチャーズ
エド山口&東京ベンチャーズ （エド・やまぐち・アンド・とうきょうベンチャーズ）は、1996年、リードギター担当のエドを中心に結成された本格的インストゥルメンタル・バンド。主にライブハウスを中心に活動する。これまでアルバム13枚、DVD1巻を発売。

### メンバー
- エド山口（リードギター担当）
- "DON"清原（リズムギター担当）
- TAKUちゃん（ベース担当）
- おのひろみち（ドラムス担当）

### ディスコグラフィ
アルバム
1. 激突! エレキ天国
2. 激突! エレキ天国2
3. 激突! エレキ天国3
4. 激突! エレキ天国番外編  ~ Oh! エド冬の陣 ~
5. 激突! エレキ天国4
6. 激突! エレキ天国5
7. 激突! エレキ天国6
8. 突激! エレキ地獄777
9. Plays THE VENTURES 1
10. Plays THE VENTURES 2
11. 激突! エレキパーティー2012
12. 激突! エレキ・パラダイス
13. 激突! エレキ天国2024 アゲイン

ビデオ（2008年にDVDで再リリース）
1. バンドテクニック向上委員会

発売はアルバム「激突! エレキ天国（1 〜 5、番外編）」ビデオ「バンドテクニック向上委員会」まではガウスエンタテインメント（2005年7月1日付で徳間ジャパンコミュニケーションズと合併）、「激突! エレキ天国6」は徳間ジャパンコミュニケーションズ、「Plays THE VENTURES 1・2」はテイチクエンタテインメント、「突激! エレキ地獄777」はホリデージャパン、「激突! エレキパーティー2012」はアクセスエンタテインメント、「激突! エレキ・パラダイス」以降は夢レコードからそれぞれリリースされている。

## 関連人物
- ビジーフォースペシャル
  - モト冬樹（実弟）
  - グッチ裕三